# Трошарина (Ниш)
Трошарина је градска четврт Ниша у Нишавском управном округу. Административно припада градској општини Палилула а један део градској општини Медијана. Оно је уједно и раскрсница на путу за Нишку Бању. У насељу се налази ОШ „Бранко Миљковић“.
Трошарина је насеље које повезује центар Ниша и Нишку бању. У њој се налази ОШ „Бранко Миљковић“. Кроз Трошарину протиче Габровачка река. 
Са око 75.000 становника , Трошарина спада међу највећа насеља у Нишу. Најпознатија улица Трошарине је Љубомира Николића, а највећа Марина Држића.

## Познати објекти
- Ћеле кула
- Стадион ЖФК Машинац ПЗП
- Кванташка пијаца
- Железничка станица „Ћеле кула“
- У Хиландарском метоху, налази се Богословија Светог Кирила и Методија
- „Војничко гробље“ погинулих у Првом светском рату
- Тржни центар “Стоп Шоп”